# لاکسیمیکانت برد
لاکسیمیکانت برد (به انگلیسی: Laxmikant Berde) (زاده ۲۶ اکتبر ۱۹۵۴-درگذشته ۱۶ دسامبر ۲۰۰۴) بازیگر هندی بود.
از فیلم‌هایی که وی در آن نقش داشته‌است می‌توان به دوست دارم اشاره کرد.

## فیلم‌شناسی
فهرست برخی از فیلم‌هایی که لاکسیمیکانت برد در آنها به ایفای نقش پرداخته‌است:
- دوست دارم
- ساجن
- به همسرم جواب نده
- گمراه
- انسان
- سرباز
- آرزو
- تقلا
- سرت را بالا نگهدار
- به دل بگو چه کار کنه
- مقاومت
- اجی
- ساده‌لوح
- گورودو
- انسان اسباب‌بازی است
- دستبند
- قسمت
- قتل
- آتش فقط آتش
- بهبودی هفته
- هستی
- ترینترا
- در آغوش یار
- مرد خوش‌شانس
- راجاجی
- دختر شماره یک
- برهما
- سپر